# Epipleoneura williamsoni
Epipleoneura williamsoni är en trollsländeart som beskrevs av Santos 1957. Epipleoneura williamsoni ingår i släktet Epipleoneura och familjen Protoneuridae. IUCN kategoriserar arten globalt som livskraftig. Inga underarter finns listade i Catalogue of Life.